# Sega SG1000
La Sega SG1000 es una videoconsola de arcade lanzada por Sega en 1984. Está basada en el hardware de la Sega SG-1000. Solamente 3 juegos se han lanzado para la consola: Champion Boxing, Champion Pro Wrestling y Doki Doki Penguin Land.

## Características
- CPU Principal: Z80A @ 3.579545 MHz
- Chip de sonido: SN76489 @ 3.579545 MHz (Sonido de PSG)
- Chip de gráficos: TMS9928 @ 3.57954 MHz